# David Jay
David Jay (født 24. april 1982) er en amerikansk aseksuel aktivist. Jay er grundlægger og webmaster for Asexual Visibility and Education Network (AVEN). AVEN er den mest produktive og velkendte blandt de forskellige aseksuelle samfund, der begyndte at dannes siden fremkomsten af World Wide Web og sociale medier.

## Privatliv
Jay er fra St. Louis, Missouri, og han dimitterede fra Crossroads College Preparatory School i 2000. I en alder af 15 begyndte Jay at betragte sig selv aseksuel, og han sprang ud som aseksuel, mens han var studerende ved Wesleyan University i Connecticut.